# 平和島公園

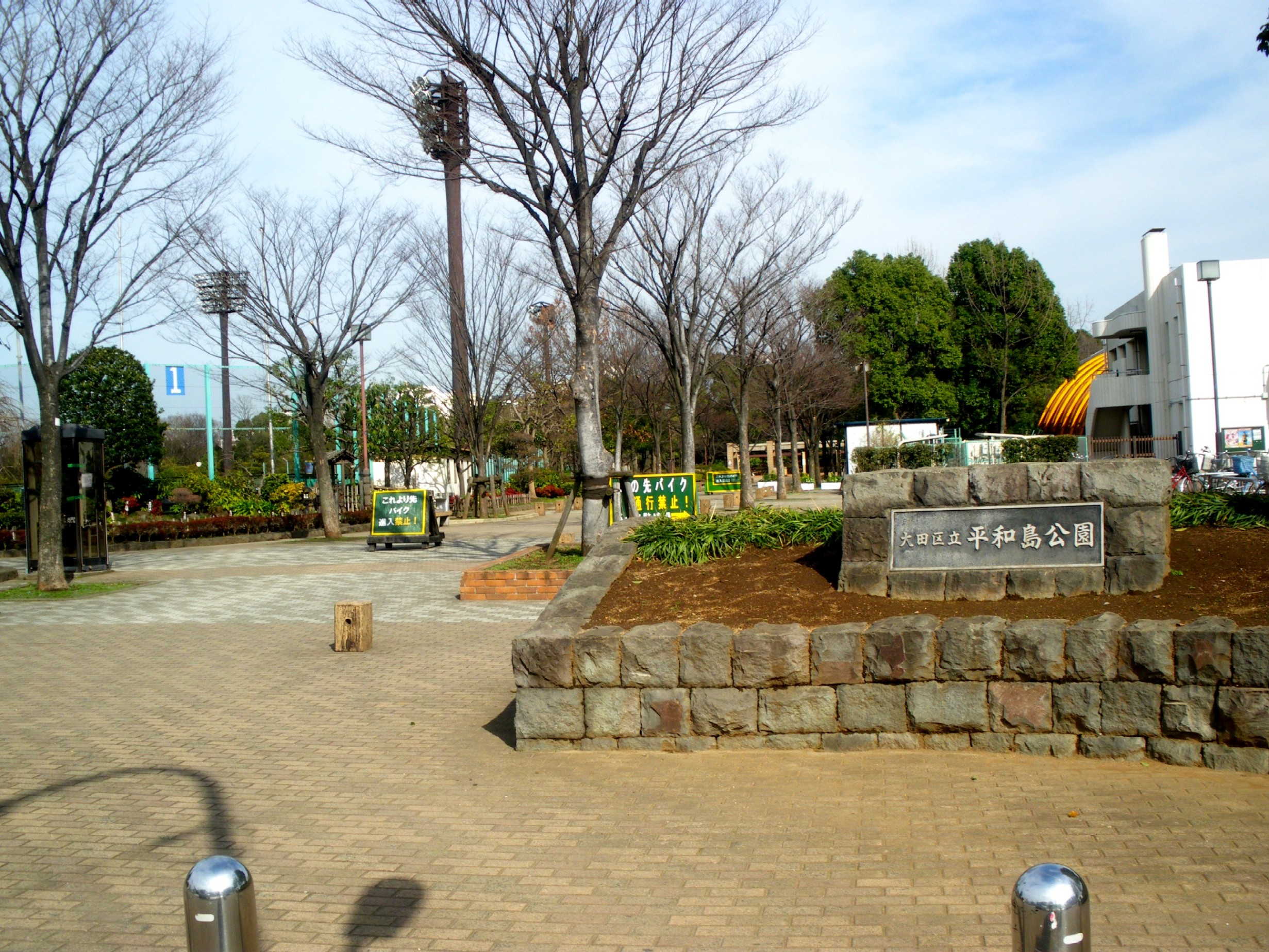
平和島公園入口

平和島公園（へいわじまこうえん）は、東京都大田区平和島にある大田区立の公園である。野球場やプール（屋内と屋外）、バーベキューが可能な広場などからなっている。

## 歴史
- 1970年6月1日 - 開園。

開園面積:74,467m2

## 主な施設
- 野球場
- バーベキュー広場
- 屋内プール（温水）
- 屋外プール

また、近接して平和の森公園、大森ふるさとの浜辺公園
平和島競艇場がある。

## アクセスなど
- 京急本線平和島駅より徒歩15分
- 大森駅よりバス
- 常時開園、ただしプールやバーベキューの広場の利用は深夜、早朝は不可。屋外プールは夏期のみ営業。
- 公園利用者用に駐車場あり。(有料)
- 料金など:入園料は無料。ただしプールやバーベキュー広場の利用は有料なので、事前に公園事務所に問い合わせが必要。